# Serguei Iliuixin
Serguei Iliuixin (rus: Сергей Владимирович Ильюшин)  (Diljalevo, 18 de març de 1894 (Julià) - Moscou, 9 de febrer de 1977), nom complet amb patronímic Serguei Vladímirovitx Iliuixin, rus: Серге́й Влади́мирович Илью́шин, fou un destacat dissenyador d'avions soviètic, desenvolupador de l'avió de combat més fabricat de la història - l'avió d'atac a terra Iliuixin Il-2. Tres vegades Heroi del Treball Socialista (1941, 1957, 1974) i únic guardonat amb set Premis Stalin. Coronel general del servei d'enginyeria (1967; des del 1971, coronel enginyer general) i acadèmic de l'Acadèmia de Ciències de l'URSS (1968).

## Joventut
Nasqué al poble de Diliàlevo (actual raion de Vologodski, óblast de Vólogda, llavors gubèrnia de Vólogda, Imperi Rus) a la família d'un camperol pobre, Vladímir Ivànovitx Iliuxin, i la seva dona Anna Vassílievna. La família Iliuxin va tenir onze fills, nou dels quals van sobreviure i van créixer (dos nois van morir durant la infància). Serguei era el més jove.
Serguei Iliuxin recordava així la seva infància.
| « | Vaig aprendre a llegir ben aviat, als sis anys. Els meus primers llibres van ser l'Antic Testament, el Nou Testament, l'Horologió i la revista Herald d'Europa, que d'una manera inexplicable va arribar al nostre remot poble de Vólogda. Quan tenia vuit anys vaig anar a una escola del zemstvo al poble de Bereznikí, a dues verstes i mitja del nostre poble. Ens ensenyaven diverses assignatures. Estudiàvem la llengua russa amb el llibre Rodnoie slovo ("La paraula nativa") d'Uixinski, estudiàvem cal·ligrafia, escrivíem dictats, estudiàvem geografia, aritmètica i, obligatòriament, la llei de Déu... Un dels professors de l'escola primària del zemstvo va ser Aleksandr Vladímirovitx Txevski. Era una persona extraordinària. Va inculcar-me l'amor per la lectura, pels coneixements... | » |

A l'edat de quinze anys (el 1909) Serguei, seguint l'exemple dels seus germans grans, va abandonar el seu poble natal per guanyar diners. Va treballar com a peó a la fàbrica Iàkovlev a prop de Kostromà, després a la fàbrica Gorelin a Ivànovo-Voznessensk, feu d'excavador de rases a obres de la construcció i netejador de canalons a una planta de tintura de Sant Petersburg i fins i tot va ser contractat per segar farratge sec.
El 1910, Serguei va conèixer companys camperols a Sant Petersburg que li van dir que hi havia un treball rendible a l'hipòdrom de Kolomiaj (que es va adaptar com a aeròdrom per acollir la primera setmana de l'aviació internacional de Rússia). Serguei fou contractat com a excavador a l'hipòdrom. La seva feina consistia a anivellar el terreny, tapar forats i tallar l'herba; també ajudava a descarregar caixes amb parts dels avions o a recollir-les. A la tardor de 1910, es va celebrar el Primer festival aeronàutic de Totes les Rússies a l'aeròdrom Comandant. Per primera vegada, Iliuixin va veure vols de famosos aviadors russos: Mikhaïl Iefímov, Serguei Útotxkin, Vladímir Lébedev, Lev Matsiévitx i altres. Més tard, Iliuxin recordaria: "Des del festival aeronàutic de Totes les Rússies, he desenvolupat un amor per l'aviació".
El 1911 va tornar al seu poble natal per treballar com a carreter d'una planta de lactis. L'any següent, va treballar com a treballador de la construcció del ferrocarril d'Amur, i el 1913 es trobava a Tallinn com a treballador d'una drassana.
Amb l'esclat de la Primera Guerra Mundial, Iliuixin va ser reclutat a l'Exèrcit Imperial Rus, on serví amb la infanteria i més tard (com era alfabetitzat) com a secretari de l'administració militar de Vólogda . Quan va arribar una sol·licitud de set voluntaris per prestar servei a la secció d'aviació, ràpidament s'hi va oferir. Va treballar inicialment com a mecànic i membre de la tripulació de terra. L'estiu de 1917, Iliuixin va aprovar l'examen de pilot, després de graduar-se a l'escola de pilots soldat de l'Aeroclub Imperial de Totes les Rússies.
Al març de 1918, amb la retirada del govern provisional de la guerra, Iliuxin fou desmobilitzat i enviat de nou al seu poble natal. Va ajudar a supervisar la creixent nacionalització de les fàbriques a la zona i a l'octubre de 1918 es va incorporar al partit bolxevic. Amb la Guerra Civil Russa, Iliuxin fou reclutat per l'Exèrcit Roig el maig de 1919, on treballà com a tècnic d'aviació de la Flota Aèria Roja. Aquella tardor, un biplà Avro 504 del Moviment Blanc va fer un aterratge forçós a prop de Petrozavodsk. Iliuixin i cinc homes de l'Exèrcit Roig van arribar al lloc d'aterratge d'emergència de l'aeronau, la van desmuntar, la van treure pel fang intransitable i la van portar a Moscou. Més tard, sobre la base d'aquest avió, es va desenvolupar el biplà de formació soviètic U-1.

## Estudiar i treballar en l'aviació
A la tardor de 1921, Iliuixin va abandonar el servei militar; va ingressar a l'Institut d'Enginyers de la Flota Aèria Roja (rebatejada com a Acadèmia d'Enginyeria de les Forces Aèries Jukovski el 9 de setembre de 1922) el 21 de setembre de 1921. Durant els seus anys d'estudiant es va concentrar en el disseny de planadors i participà en nombroses competicions. El 1925, un dels seus dissenys va ser enviat a una competició a Alemanya, on es va emportar el primer premi per temps de vol. Iliuxin es va llicenciar en enginyeria el 1926 i va servir fins a novembre de 1931 com a responsable de la secció d'avions dins del Comitè Científicotècnic de la Força Aèria Soviètica, amb implicació en el desenvolupament dels requisits de disseny dels nous avions de Nikolai Polikàrpov i Andrei Túpolev. Aquesta vegada també va ser nomenat subdirector en cap de l'Institut de Recerca i Proves de la Força Aèria. A petició pròpia el novembre de 1931 va ser reassignat al gabinet de disseny del TsAGI i hi va treballar fins al 1933.
Per ordre de la Glavaviaprom del 13 de gener de 1933 es va organitzar l'Oficina Central de Disseny (rus: Центральное конструкторское бюро o ЦКБ TsKB, per les seves sigles en rus) de la Planta d'Aviació V. R. Menjinski, al capdavant de la qual fou nomenat Iliuxin. Al mateix temps, Iliuxin va dirigir l'equip de disseny núm. 3. El setembre del 1935, l'equip d'Iliuixin es va transformar en l'Oficina de Disseny Experimental V. R. Menjinski, i Iliuxin es van convertir en el dissenyador en cap de l'Oficina de Disseny.
El primer producte de l'Oficina de Disseny Iliuxin fou el bombarder experimental TsKB-26. El 17 de juliol de 1936, Vladimir Kokkinaki va establir el primer rècord mundial de l'aviació soviètica (altitud amb càrrega), registrat oficialment per la Fédération Aéronautique Internationale (FAI).
Més tard, es van crear bombarders DB-3 (Il-4) a l'Oficina de Disseny Iliuxin, que van dur a terme diverses incursions a Berlín l'agost-setembre de 1941, així com un "tanc volador": l'avió d'atac a terra Iliuixin Il-2, l'avió més produït de la Unió Soviètica a la Segona Guerra Mundial.
Des de 1943, l'Oficina de Disseny Iliuxin va començar a desenvolupar avions de passatgers. La sèrie d'Iliuxins civils va començar amb l'Il-12. A continuació vingueren l'Il-14, l'Il-18 i l'Il-62. L'últim avió desenvolupat sota el lideratge d'Iliuxin fou l'Il-62, el vaixell insígnia d'Aeroflot de la dècada de 1960 - 1970.
L'estiu del 1970, S. V. Iliuxin, per motius de salut, va dimitir com a cap del gabinet de disseny (ordre del ministre d'Indústria de l'Aviació de l'URSS P.V. Deméntiev núm. 378 / K de 28.07.1970 però va continuar sent membre del departament científic i tècnic, assessorament i consultoria. El seu successor al capdavant de l'Oficina de Disseny fou Guénrikh Novojílov.
Serguei Iliuxin va morir el 9 de febrer de 1977, a Moscou. Va ser enterrat a Moscou, al cementiri de Novodévitxi.
El fill del seu primer matrimoni, Vladímir Iliuxin, (1927-2010) fou pilot de proves i Heroi de la Unió Soviètica.

## Premis i honors

### Premis
- Premi Stalin de segon grau (març de 1941) - per la creació de l'avió d'atac blindat Il-2
- Premi Stalin de primer grau (agost de 1941) - per la creació de l'avió d'atac blindat Il-2
- Premi Stalin de primer grau (1943) - per la modificació i millora del disseny d'avions militars
- Premi Stalin de primer grau (1946) - pel desenvolupament del disseny del nou avió d'atac Il-10 i la millora radical dels avions d'atac Il-2
- Premi Stalin de segon grau (1947) - pel desenvolupament del disseny de l'avió de passatgers multiusos Il-12
- Premi Stalin de primer grau (1950) - per desenvolupaments en el camp de l'enginyeria d'avions
- Premi Stalin de segon grau (1951) - per invencions destacades i millores radicals en el camp de l'enginyeria (per la creació del bombarder a reacció Il-28)
- Premi Lenin (1960) - per la creació de l'aeronau de passatgers Il-18
- Premi Estatal de l'URSS (1971) - per la creació de l'avió antisubmarí de llarg abast Il-38

### Condecoracions
- Heroi del Treball Socialista (1941, 1957, 1974)
- Orde de Lenin (1937, 1941, 1945, dues vegades el 1954, 1964, 1971, 1974)
- Orde de Suvórov de 1r i 2n rang (1945, 1944)
- Orde de la Revolució d'Octubre (1969)
- Orde de la Bandera Roja (1944, 1950)
- Orde de la Bandera Roja del Treball (1939)
- Orde de l'Estrella Roja (1933, 1967)
- Honorat a l'International Air & Space Hall of Fame (2006).[6]
- Orde Polònia Restituta, 5è grau (1969)
- Medalla aèria d'or FAI (1968)
- Medalla del Centenari de Lenin
- Medalla de la defensa de Moscou
- Medalla de la victòria sobre Alemanya en la Gran Guerra Patriòtica 1941-1945
- Medalla del 20è Aniversari de la Victòria en la Gran Guerra Patriòtica
- Medalla del 30è Aniversari de la Victòria en la Gran Guerra Patriòtica
- Medalla per la victòria sobre el Japó
- Medalla per la Tasca Meritòria durant la Gran Guerra Patriòtica de 1941-1945
- Medalla "Veterà de les Forces Armades de l'URSS"
- Medalla del 20è Aniversari de l'Exèrcit Roig
- Medalla del 30è Aniversari de l'Exèrcit i l'Armada Soviètics
- Medalla del 40è Aniversari de les Forces Armades Soviètiques
- Medalla del 50è Aniversari de les Forces Armades Soviètiques
- Medalla del 800è Aniversari de Moscou